# Asus ROG Phone
Asus ROG Phone — смартфон игровой серии Republic of Gamers (ROG), принадлежащей компании Asus. ROG Phone был анонсирован на выставке Computex 2018. Согласно рейтингу AnTuTu, опубликованному в сентябре 2018 года, Asus ROG Phone стал самым быстрым смартфоном на Android.

## Технические характеристики
- Материалы корпуса: алюминий, переднее стекло Gorilla Glass 6, заднее стекло Gorilla Glass 5[2]
- Операционная система: Android 8.1 Oreo
- Экран: диагональ 6", AMOLED, 2160х1080 точек, 18:9, ppi 402
- Процессор: Qualcomm Snapdragon 845
- Графика: Adreno 630
- Оперативная память: 8 ГБ
- Память для хранения данных: 128/512 ГБ
- Основная камера: два модуля 12 + 8 МП, HDR, панорама, автофокус, вспышка, запись видео 2160p@30/60fps, 1080p@30/60/240fps
- Фронтальная камера: 8 Мп, f/2.0, видео 1080p@30fps
- SIM: 2 Nano-SIM
- Сети: GSM, CDMA, HSPA, LTE
- Интерфейсы: Wi-Fi 802.11 a/b/g/n/ac/ad dual-band, Bluetooth 5.0, NFC, радио
- Навигация: GPS, ГЛОНАСС, Galileo, BeiDou, Quasi-Zenith Satellite System
- Дополнительно: сканер отпечатка пальца (разблокировка за 0,3 с[3]), акселерометр, гироскоп, датчик приближения, компас
- Батарея: 4000 мАч (быстрая зарядка Quick Charge 4+)
- Габариты: 158.8 x 76,2×8.3 мм
- Вес: 200 г
- Цвета: черный

## Аксессуары
Компания Asus выпустила несколько аксессуаров специально для ROG Phone:
- Док-станция WiGig
- Экранный модуль TwinView
- Контроллер Gamevice (подарок при предзаказе[4])
- Съёмный блок охлаждения AeroActive (входит в комплект поставки[5])
- Док-станция Mobile Desktop Dock
- Док-станция ASUS Professional Dock

## Продажи
Анонс Asus ROG Phone состоялся 4 июня 2018 года на выставке Computex 2018 в рамках игровой линейки Republic of Gamers. Помимо смартфона были представлены специальные аксессуары для него.
19 октября 2018 года стартовал предзаказ в России. В подарок каждому покупателю компания предложила контроллер Gamevice. Стоимость Asus ROG Phone на тот момент составляла 69 990 рублей. К началу января 2019 года цена на ROG Phone снизилась до 60 000 рублей, а на ноябрь 2019 года цена составляла 48 800 рублей.
По версии Android Authority Asus ROG Phone стал лучшим игровым смартфоном 2018 года.